# Hemihyalea extincta
Hemihyalea extincta är en fjärilsart som beskrevs av Gottfried Christian Reich 1935. Hemihyalea extincta ingår i släktet Hemihyalea och familjen björnspinnare. Inga underarter finns listade i Catalogue of Life.